# Піорешть (Долж)
Піорешть, Піорешті (рум. Piorești) — село у повіті Долж в Румунії. Входить до складу комуни Гоєшть.
Село розташоване на відстані 186 км на захід від Бухареста, 17 км на північ від Крайови.

## Населення
За даними перепису населення 2002 року у селі проживали 218 осіб, усі — румуни. Усі жителі села рідною мовою назвали румунську.